# Angelo Turconi (fotograaf)

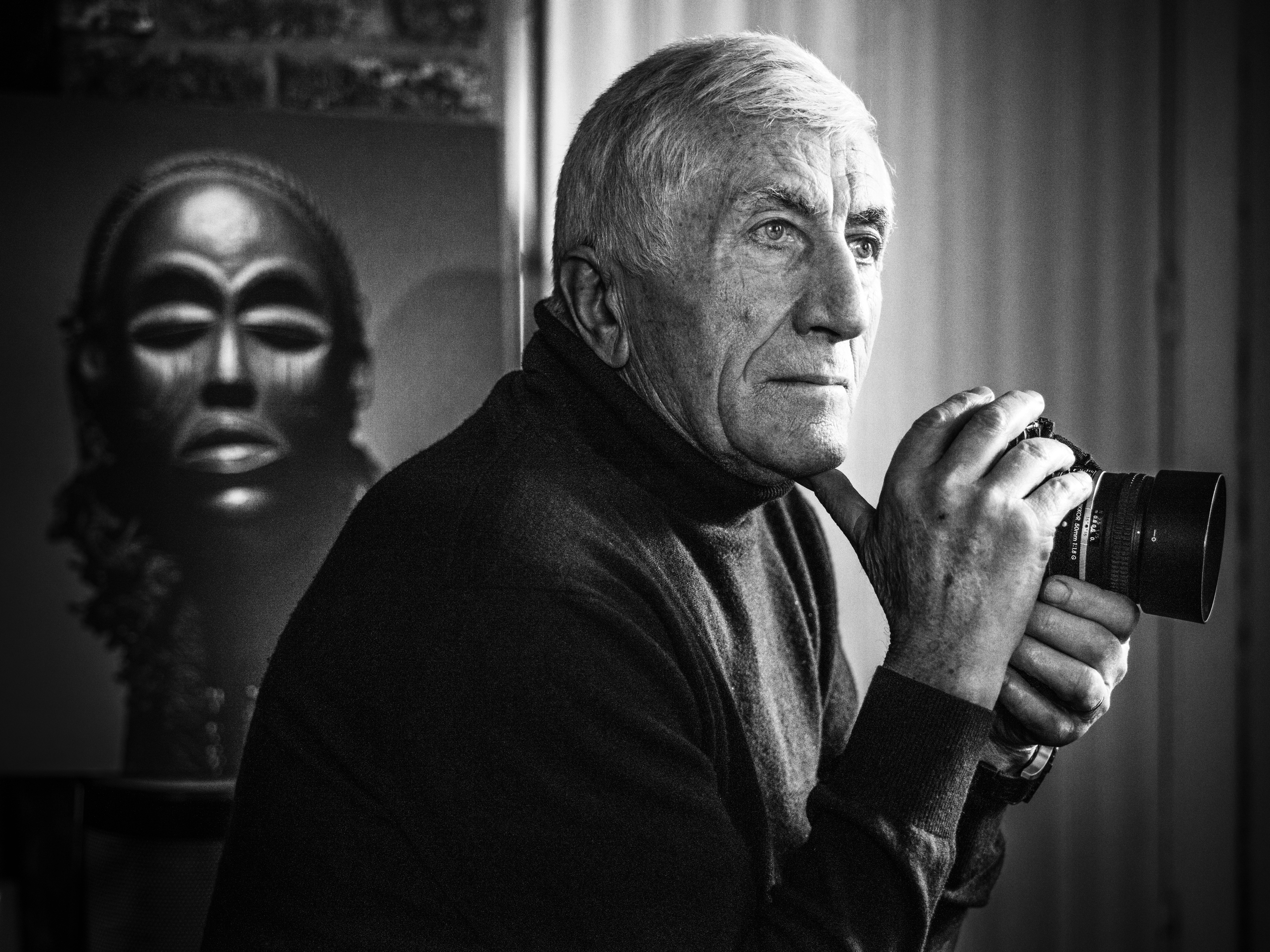
Angelo Turconi

Angelo Turconi (Inzago, 1938) is een Italiaans fotograaf en vooral bekend van zijn fotoreeksen uit het Afrikaanse binnenland.

## Biografie
Turconi leert fotograferen als aan de slag gaat bij een drukkerij in 1952. Als fotograaf zoekt hij een geldschieter en gaat hij op reis. Noord-Afrika (1962), India (1965, voor Journal de Genève), Afrika (1967). Tijdens zijn rondreis door Afrika strand hij in Kinshasa en blijft er hangen. 
Hij mag in opdracht van de minister van landbouw, Jean -Josepth Litho, een film maken over zijn departement. De film komt echter nooit uit door een machtswissel. Turconi maakte ook een fotoverslag van de werken aan het Inga-project. Later mocht hij ook de kroningceremonie van Benjamin Tshombe tot Lunda-koning in beeld brengen.
Hij is getrouwd en woont sinds enige tijd in Sijsele.

## Publicaties
- Zaire: Peuples, Art, Culture (1994), fotoboek
- Infini Congo (2011), fotoboek
- Sur les pistes de Congo (2015), fotoboek
- Les Lunda (2017), fotoboek

- Bibliothèque nationale de France: cb16253921j (data)
- Gemeinsame Normdatei: 1187000647
- International Standard Name Identifier: 0000 0003 9839 5188
- Library of Congress Control Number: no2007036342
- Nederlandse Thesaurus van Auteursnamen: 074998692
- Réseau des bibliothèques de Suisse occidentale: 02-A020228895
- Système universitaire de documentation: 075747030
- Virtual International Authority File: 306176057
- WorldCat: E39PBJxhkYg6xmwwGkyPMQjt8C